# 1. Fußball- und Sportverein Mainz 05 1998-1999
Questa voce raccoglie le informazioni riguardanti il 1. Fußball- und Sportverein Mainz 05 nelle competizioni ufficiali della stagione 1998-1999.

## Stagione
Nella stagione 1998-1999 il Magonza, allenato da Wolfgang Frank, concluse il campionato di 2. Bundesliga al 7º posto. In Coppa di Germania il Magonza fu eliminato al primo turno dal Siegen.

## Rosa
| N. |                     | Ruolo | Calciatore           |
| -- | ------------------- | ----- | -------------------- |
| 1  | Germania (bandiera) | P     | Dimo Wache           |
| 2  | Germania (bandiera) | C     | Michael Sauer        |
| 3  | Germania (bandiera) | D     | Uwe Stöver           |
| 3  | Iran (bandiera)     | C     | Serjik Teymourian    |
| 4  | Germania (bandiera) | D     | Jürgen Klopp         |
| 5  | Germania (bandiera) | D     | Peter Neustädter     |
| 6  | Germania (bandiera) | C     | Lars Schmidt         |
| 7  | Germania (bandiera) | A     | Sven Demandt         |
| 8  | Germania (bandiera) | C     | Torsten Lieberknecht |
| 9  | Germania (bandiera) | A     | Marco Grevelhörster  |
| 10 | Togo (bandiera)     | A     | Jacques Goumai       |
| 11 | Germania (bandiera) | C     | Christian Hock       |
| 12 | Germania (bandiera) | C     | Steffen Herzberger   |
| 13 | Germania (bandiera) | C     | Florian Sohler       |
| 14 | Germania (bandiera) | C     | Jürgen Kramny        |

| N. |                      | Ruolo | Calciatore       |
| -- | -------------------- | ----- | ---------------- |
| 15 | Germania (bandiera)  | C     | Adrian Spyrka    |
| 16 | Croazia (bandiera)   | A     | Stipan Jakic     |
| 18 | Germania (bandiera)  | C     | Fabrizio Hayer   |
| 19 | Germania (bandiera)  | A     | Gustav Policella |
| 20 | Islanda (bandiera)   | D     | Helgi Kolviðsson |
| 21 | Serbia (bandiera)    | D     | Miroslav Tanjga  |
| 23 | Germania (bandiera)  | P     | Holger Bernhardt |
| 24 | Germania (bandiera)  | C     | Sandro Schwarz   |
| 25 | Brasile (bandiera)   | A     | Machado          |
| 28 | Australia (bandiera) | D     | Tony Sekulić     |
| 30 | Austria (bandiera)   | P     | Herbert Ilsanker |
| 32 | Turchia (bandiera)   | A     | Mahir Sahin      |
|    | Germania (bandiera)  | P     | Stephan Kuhnert  |
|    | Germania (bandiera)  | D     | Dennis Probst    |

## Organigramma societario
Area tecnica
- Allenatore: Wolfgang Frank
- Allenatore in seconda:
- Preparatore dei portieri:
- Preparatori atletici:

## Calciomercato

### Sessione estiva
| Acquisti | Acquisti          | Acquisti          | Acquisti |
| R.       | Nome              | da                | Modalità |
| -------- | ----------------- | ----------------- | -------- |
| P        | Herbert Ilsanker  | Salisburgo        |          |
| D        | Helgi Kolviðsson  | Austria Lustenau  |          |
| A        | Machado           | Internacional     |          |
| A        | Gustav Policella  | RW Oberhausen     |          |
| A        | Mahir Sahin       | Kaiserslautern II |          |
| C        | Michael Sauer     | Wehen Wiesbaden   |          |
| D        | Tony Sekulić      | Gippsland Falcons |          |
| C        | Serjik Teymourian | Esteghlal         |          |

| Cessioni | Cessioni         | Cessioni        | Cessioni |
| R.       | Nome             | a               | Modalità |
| -------- | ---------------- | --------------- | -------- |
| A        | Sebastian Barnes | VfL Hamm/Sieg   |          |
| D        | Helmut Gabriel   | Saarbrücken     |          |
| A        | Luiz Antônio     | HJK             |          |
| C        | Roland Nagy      | FSV Francoforte |          |
| C        | Aurel Panait     | Wuppertal       |          |

### Sessione invernale
| Acquisti | Acquisti | Acquisti | Acquisti |
| R.       | Nome     | da       | Modalità |
| -------- | -------- | -------- | -------- |

| Cessioni | Cessioni | Cessioni | Cessioni |
| R.       | Nome     | a        | Modalità |
| -------- | -------- | -------- | -------- |

## Risultati

### 2. Bundesliga

#### Girone di andata
| Arbitro: | Aust |

|                                   |           |  |
| Hayer 28’ Klopp 67’ Policella 79’ | Marcatori |  |

| Arbitro: | Gagelmann |

|              |           |                   |
| Feinbier 73’ | Marcatori | 35’ Grevelhörster |

| Arbitro: | Koop |

|                                                  |           |            |
| Demandt 12’, 79’ Grevelhörster 18’ Policella 89’ | Marcatori | 21’ Kienle |

| Arbitro: | Lange |

|             |           |  |
| Bagheri 81’ | Marcatori |  |

| Arbitro: | Schößling |

|                     |           |           |
| Neustädter 15’, 84’ | Marcatori | 52’ Azizi |

| Arbitro: | Gettke |

|             |           |  |
| Rraklli 68’ | Marcatori |  |

| Arbitro: | Kircher |

|             |           |  |
| Demandt 18’ | Marcatori |  |

| Arbitro: | Anklam |

|                                   |           |                             |
| Trkulja 12’, 71’ Zdrilić 27’, 56’ | Marcatori | 2’ Policella 86’ Herzberger |

| Arbitro: | Kammerer |

|                                                     |           |             |
| Waterink 5’ Wagner 23’, 60’, 71’ Elberfeld 78’, 83’ | Marcatori | 75’ Demandt |

| Arbitro: | Werthmann |

|                                     |           |  |
| Policella 64’ Sahin 85’ Demandt 89’ | Marcatori |  |

| Arbitro: | Margenberg |

|                     |           |                           |
| Rath 9’ Hoßmang 90’ | Marcatori | 19’ Kramny 90’ Herzberger |

| Magonza 30 ottobre 1998, ore 19:00 CET 12ª giornata | Magonza | 0 – 0 referto | RW Oberhausen | Stadion am Bruchweg (6 025 spett.)\| Arbitro: \| Weiner \| |
| Arbitro:                                            | Weiner  |               |               |                                                            |

| Arbitro: | Hauer |

|                                   |           |  |
| Younga-Mouhani 23’ Schütterle 52’ | Marcatori |  |

| Magonza 13 novembre 1998, ore 19:00 CET 14ª giornata | Magonza | 0 – 0 referto | Fortuna Düsseldorf | Stadion am Bruchweg (5 740 spett.)\| Arbitro: \| Perl \| |
| Arbitro:                                             | Perl    |               |                    |                                                          |

| Arbitro: | Ortola-Knopp |

|                 |           |                    |
| Šašivarević 53’ | Marcatori | 25’, 48’ Policella |

| Arbitro: | Blumenstein |

|                       |           |                       |
| Kramny 31’ Tanjga 50’ | Marcatori | 25’ Marić 82’ Winkler |

| Arbitro: | Kinhöfer |

|                                     |           |  |
| Mičevski 6’ Lünsmann 59’ Aračić 83’ | Marcatori |  |

#### Girone di ritorno
| Arbitro: | Gettke |

|                                     |           |                   |
| Klee 31’ Škarabela 64’ van Lent 81’ | Marcatori | 44’ Grevelhörster |

| Arbitro: | Stark |

|                      |           |  |
| Demandt 34’ Hock 77’ | Marcatori |  |

| Arbitro: | Scheppe |

|  |           |          |
|  | Marcatori | 70’ Hock |

| Arbitro: | Weber |

|                                  |           |              |
| Klopp 24’ Policella 38’ Hock 67’ | Marcatori | 31’ Labbadia |

| Arbitro: | Schütz |

|                          |           |           |
| Bulajič 14’ Cullmann 85’ | Marcatori | 58’ Klopp |

| Arbitro: | Scheppe |

|             |           |  |
| Machado 85’ | Marcatori |  |

| Arbitro: | Wendorf |

|                                           |           |                                  |
| Sekulić 26’ (aut.) Morinas 31’ Seidel 87’ | Marcatori | 40’ Policella 57’ (rig.) Demandt |

| Arbitro: | Hufgard |

|            |           |               |
| Kramny 34’ | Marcatori | 67’ Coulibaly |

| Arbitro: | Sippel |

|                    |           |  |
| Demandt 49’ (rig.) | Marcatori |  |

| Arbitro: | Hauer |

|                       |           |           |
| Lotter 78’ Karaca 90’ | Marcatori | 33’ Klopp |

| Magonza 2 maggio 1999, ore 15:00 CEST 28ª giornata | Magonza | 0 – 0 referto | Energie Cottbus | Stadion am Bruchweg (6 010 spett.)\| Arbitro: \| Wezel \| |
| Arbitro:                                           | Wezel   |               |                 |                                                           |

| Arbitro: | Perl |

|                               |           |               |
| Lipinski 20’ (rig.) Weber 88’ | Marcatori | 11’ Policella |

| Arbitro: | Margenberg |

|                |           |          |
| Herzberger 73’ | Marcatori | 58’ Renn |

| Arbitro: | Friedrichs |

|  |           |                                     |
|  | Marcatori | 5’ Policella 61’ Kramny 64’ Machado |

| Arbitro: | Wendorf |

|                                    |           |  |
| Hock 50’ Spyrka 64’ Herzberger 90’ | Marcatori |  |

| Arbitro: | Meyer |

|                   |           |                               |
| Kevric 83’ (rig.) | Marcatori | 28’, 34’ Kramny 77’ Policella |

| Arbitro: | Gettke |

|  |           |                             |
|  | Marcatori | 1’, 73’ Frigård 90’ Dermech |

### Coppa di Germania
| Arbitro: | Dardenne |

|                                  |           |                   |
| Jonjić 87’ Cirba 105’ Šarić 119’ | Marcatori | 36’ Grevelhörster |

## Statistiche

### Statistiche di squadra
| Competizione      | Punti | In casa | In casa | In casa | In casa | In casa | In casa | In trasferta | In trasferta | In trasferta | In trasferta | In trasferta | In trasferta | Totale | Totale | Totale | Totale | Totale | Totale | DR |
| Competizione      | Punti | G       | V       | N       | P       | Gf      | Gs      | G            | V            | N            | P            | Gf           | Gs           | G      | V      | N      | P      | Gf     | Gs     | DR |
| ----------------- | ----- | ------- | ------- | ------- | ------- | ------- | ------- | ------------ | ------------ | ------------ | ------------ | ------------ | ------------ | ------ | ------ | ------ | ------ | ------ | ------ | -- |
| 2. Bundesliga     | 50    | 17      | 10      | 6       | 1       | 27      | 10      | 17           | 4            | 2            | 11           | 21           | 34           | 34     | 14     | 8      | 12     | 48     | 44     | +4 |
| Coppa di Germania | -     | 0       | 0       | 0       | 0       | 0       | 0       | 1            | 0            | 0            | 1            | 1            | 3            | 1      | 0      | 0      | 1      | 1      | 3      | -2 |
| Totale            | 50    | 17      | 10      | 6       | 1       | 27      | 10      | 18           | 4            | 2            | 12           | 22           | 37           | 35     | 14     | 8      | 13     | 49     | 47     | +2 |

### Andamento in campionato
| Giornata  | 1 | 2 | 3 | 4 | 5 | 6 | 7 | 8 | 9 | 10 | 11 | 12 | 13 | 14 | 15 | 16 | 17 | 18 | 19 | 20 | 21 | 22 | 23 | 24 | 25 | 26 | 27 | 28 | 29 | 30 | 31 | 32 | 33 | 34 |
| --------- | - | - | - | - | - | - | - | - | - | -- | -- | -- | -- | -- | -- | -- | -- | -- | -- | -- | -- | -- | -- | -- | -- | -- | -- | -- | -- | -- | -- | -- | -- | -- |
| Luogo     | C | T | C | T | C | T | C | T | T | C  | T  | C  | T  | C  | T  | C  | T  | T  | C  | T  | C  | T  | C  | T  | C  | C  | T  | C  | T  | C  | T  | C  | T  | C  |
| Risultato | V | N | V | P | V | P | V | P | P | V  | N  | N  | P  | N  | V  | N  | P  | P  | V  | V  | V  | P  | V  | P  | N  | V  | P  | N  | P  | N  | V  | V  | V  | P  |
| Posizione | 1 | 4 | 4 | 5 | 2 | 6 | 5 | 8 | 9 | 7  | 7  | 8  | 9  | 10 | 8  | 8  | 9  | 11 | 10 | 9  | 7  | 8  | 7  | 8  | 8  | 8  | 8  | 8  | 8  | 8  | 8  | 8  | 7  | 7  |

Legenda:

Luogo: C = Casa; T = Trasferta. Risultato: V = Vittoria; N = Pareggio; P = Sconfitta.

### Statistiche dei giocatori
| Giocatore        | 2. Bundesliga | 2. Bundesliga | 2. Bundesliga | 2. Bundesliga | Coppa di Germania | Coppa di Germania | Coppa di Germania | Coppa di Germania | Totale   | Totale | Totale      | Totale     |
| Giocatore        | Presenze      | Reti          | Ammonizioni   | Espulsioni    | Presenze          | Reti              | Ammonizioni       | Espulsioni        | Presenze | Reti   | Ammonizioni | Espulsioni |
| ---------------- | ------------- | ------------- | ------------- | ------------- | ----------------- | ----------------- | ----------------- | ----------------- | -------- | ------ | ----------- | ---------- |
| H. Bernhardt     | 6             | 0             | 0             | 0             | 0                 | 0                 | 0                 | 0                 | 6        | 0      | 0           | 0          |
| S. Demandt       | 28            | 8             | 1             | 0             | 1                 | 0                 | 0                 | 0                 | 29       | 8      | 1           | 0          |
| J. Goumai        | 2             | 0             | 0             | 0             | 0                 | 0                 | 0                 | 0                 | 2        | 0      | 0           | 0          |
| M. Grevelhörster | 20            | 3             | 5             | 0             | 1                 | 1                 | 0                 | 0                 | 21       | 4      | 5           | 0          |
| F. Hayer         | 25            | 1             | 6             | 0             | 1                 | 0                 | 1                 | 0                 | 26       | 1      | 7           | 0          |
| S. Herzberger    | 29            | 4             | 2             | 0             | 1                 | 0                 | 0                 | 0                 | 30       | 4      | 2           | 0          |
| C. Hock          | 32            | 4             | 8             | 1             | 1                 | 0                 | 0                 | 0                 | 33       | 4      | 8           | 1          |
| H. Ilsanker      | 5             | 0             | 0             | 0             | 1                 | 0                 | 0                 | 0                 | 6        | 0      | 0           | 0          |
| S. Jakic         | 1             | 0             | 0             | 0             | 0                 | 0                 | 0                 | 0                 | 1        | 0      | 0           | 0          |
| J. Klopp         | 29            | 4             | 10            | 1             | 1                 | 0                 | 1                 | 0                 | 30       | 4      | 11          | 1          |
| H. Kolviðsson    | 30            | 0             | 4             | 0             | 1                 | 0                 | 0                 | 0                 | 31       | 0      | 4           | 0          |
| J. Kramny        | 34            | 6             | 4             | 0             | 1                 | 0                 | 0                 | 0                 | 35       | 6      | 4           | 0          |
| S. Kuhnert       | 3             | 0             | 0             | 0             | 0                 | 0                 | 0                 | 0                 | 3        | 0      | 0           | 0          |
| T. Lieberknecht  | 3             | 0             | 0             | 0             | 1                 | 0                 | 0                 | 0                 | 4        | 0      | 0           | 0          |
| M. Machado       | 19            | 2             | 4             | 0             | 1                 | 0                 | 0                 | 0                 | 20       | 2      | 4           | 0          |
| P. Neustädter    | 32            | 2             | 2             | 1             | 1                 | 0                 | 0                 | 0                 | 33       | 2      | 2           | 1          |
| G. Policella     | 32            | 11            | 3             | 0             | 0                 | 0                 | 0                 | 0                 | 32       | 11     | 3           | 0          |
| D. Probst        | 0             | 0             | 0             | 0             | 0                 | 0                 | 0                 | 0                 | 0        | 0      | 0           | 0          |
| M. Sahin         | 8             | 1             | 0             | 0             | 0                 | 0                 | 0                 | 0                 | 8        | 1      | 0           | 0          |
| M. Sauer         | 17            | 0             | 0             | 0             | 0                 | 0                 | 0                 | 0                 | 17       | 0      | 0           | 0          |
| L. Schmidt       | 17            | 0             | 6             | 0             | 0                 | 0                 | 0                 | 0                 | 17       | 0      | 6           | 0          |
| S. Schwarz       | 6             | 0             | 1             | 0             | 0                 | 0                 | 0                 | 0                 | 6        | 0      | 1           | 0          |
| T. Sekulić       | 15            | 0             | 1             | 1             | 0                 | 0                 | 0                 | 0                 | 15       | 0      | 1           | 1          |
| F. Sohler        | 2             | 0             | 0             | 0             | 0                 | 0                 | 0                 | 0                 | 2        | 0      | 0           | 0          |
| A. Spyrka        | 28            | 1             | 8             | 0             | 1                 | 0                 | 0                 | 0                 | 29       | 1      | 8           | 0          |
| U. Stöver        | 1             | 0             | 0             | 0             | 0                 | 0                 | 0                 | 0                 | 1        | 0      | 0           | 0          |
| M. Tanjga        | 25            | 1             | 6             | 0             | 1                 | 0                 | 0                 | 0                 | 26       | 1      | 6           | 0          |
| S. Teymourian    | 4             | 0             | 0             | 1             | 0                 | 0                 | 0                 | 0                 | 4        | 0      | 0           | 1          |
| D. Wache         | 21            | 0             | 0             | 0             | 0                 | 0                 | 0                 | 0                 | 21       | 0      | 0           | 0          |